# Provincia de Yariguíes
Los Yariguíes es una de las provincias del departamento de Santander, integrante del mismo desde 1886, cuando el antiguo estado soberano fue convertido en departamento y sus divisiones internas, denominadas provincias. La provincia de Yariguíes está situada al noroeste del departamento, tiene una superficie de 6.554 km², siendo su capital el distrito especial de Barrancabermeja, y debe su nombre a los indígenas Yariguíes que habitaban en esas tierras. La provincia anteriormente era llamada Mares, debido a Roberto de Mares, que logró la inversión de compañías estadounidenses y la licitación estatal para la explotación petrolera de la región. En la economía destaca principalmente la extracción de petróleo, ubicada una importante refinería de ECOPETROL en Barrancabermeja; también sobresalen como campos económicos las actividades recreativas tales como el ecoturismo y deportes acuáticos.
Los municipios que conforman esta provincia son:
- Barrancabermeja
- Betulia
- El Carmen de Chucurí
- Puerto Wilches
- Sabana de Torres
- San Vicente de Chucurí